# Gaetano Donizetti műveinek listája

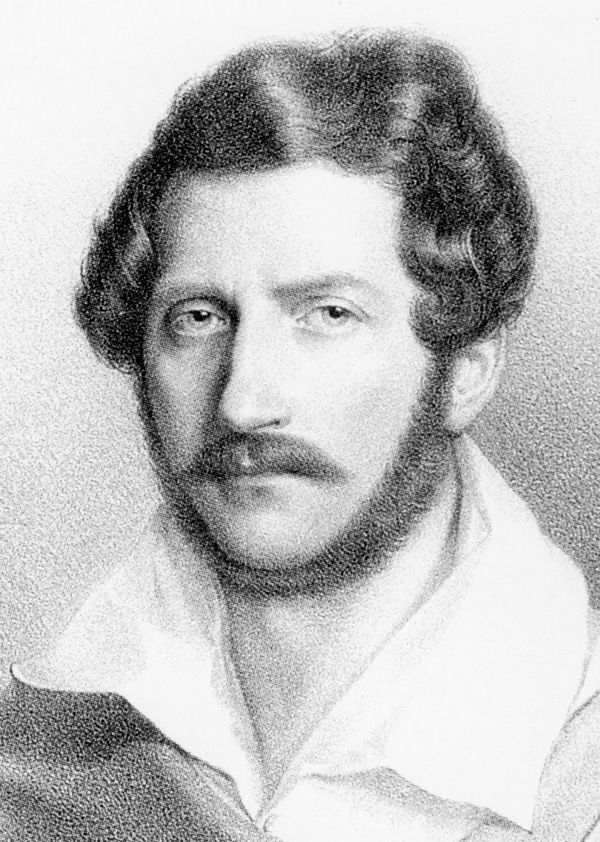
Gaetano Donizetti

Ez a lista Gaetano Donizetti műveit tartalmazza.

## Operák

### Befejezett operák

#### Korai időszak (első szakasz)
Az ebben az időszakban keletkezett operák zenei stílusa Mayr és Rossini befolyását tükrözi.

| Sz. | Címe eredeti nyelven                                              | Címe magyarul                                        | Szövegkönyvíró                   | Ősbemutató                                                                   | Megjegyzések |
| 1   | Il Pigmalione                                                     | Pügmalion                                            | Antonio Simeone Sografi          | 1860. október 13., Teatro Donizetti, Bergamo                                 | 1816-ban írta, posztumusz mutatták be.                                                                                                  |
| 2   | Enrico di Borgogna                                                | Burgundiai Henrik                                    | Bartolomeo Merelli               | 1818. november 14., Teatro San Luca, Velence                                 | - |
| 3   | Una follia                                                        | Őrület                                               | Bartolomeo Merelli               | 1818. december 17., Teatro San Luca, Velence                                 | A partitúra elveszett. Ismert még Il ritratto parlante (A beszélő portré) vagy La folia di carnivale (Karneváli őrület) címek alatt is. |
| 4   | Le nozze in villa                                                 | Lakodalom a villában                                 | Bartolomeo Merelli               | Az 1820-as vagy 1821-es karneváli szezonban Mantovában, a Teatro Vecchióban. | - |
| 5   | Il falegname di Livonia ossia Pietro il Grande, Czar della Russia | A livóniai ács, avagy Nagy Péter Oroszország cárja   | Gherardo Bevilacqua-Aldoyrandini | 1819. december 26., Teatro San Samuele, Velence                              | - |
| 6   | Zoraida di Granata                                                | Granadai Zoraida                                     | Bartolomeo Merelli               | 1822. január 28., Teatro Argentina, Róma                                     | - |
| 7   | La zingara                                                        | A cigánylány                                         | Andrea Leone Tottola             | 1822. május 12., Teatro Nuovo, Nápoly                                        | - |
| 8   | La lettera anonima                                                | Névtelen levél                                       | Giulio Genoino                   | 1822. június 29., Teatro del Fondo, Nápoly                                   | - |
| 9   | Chiara e Serafina, ossia I pirati                                 | Klára és Szerafina, avagy A kalózok                  | Felice Romani                    | 1822. október 26., Teatro alla Scala, Milánó                                 | - |
| 10  | Alfredo il grande                                                 | Nagy Alfréd                                          | Andrea Leone Tottola             | 1823. július 2., Teatro di San Carlo, Nápoly                                 | - |
| 11  | Il fortunato inganno                                              | Szerencsés tévedés                                   | Andrea Leone Tottola             | 1823. szeptember 3., Teatro Nuovo, Nápoly                                    | - |
| 12  | L’ajo nell’imbarazzo                                              | A bajba került házitanító                            | Jacopo Ferretti                  | 1824. február 4., Teatro alla Valle, Róma                                    | - |
| 13  | Emilia di Liverpool                                               | Liverpooli Emília                                    | Giuseppe Checcherini             | 1824. július 28., Teatro Nuovo, Nápoly                                       | - |
| 14  | Alahor in Granata                                                 | Granadai Alahor                                      | Andrea Monteleone                | 1826. január 7., Teatro Reale Carolino, Palermo                              | - |
| 15  | Elvida                                                            | Elvida                                               | Giovanni Federico Schmidt        | 1826. július 6., Teatro di San Carlo, Nápoly                                 | - |
| 16  | Gabriella di Vergy                                                | Gabriella di Vergy                                   | Andrea Leone Tottola             | 1869. november 29., Teatro di San Carlo, Nápoly                              | A művet 1826-ban írta, de csak posztumusz mutatták be.                                                                                  |
| 17  | Olivo e Pasquale                                                  | Olivo és Pasquale                                    | Jacopo Ferretti                  | 1827. január 7., Teatro alla Valle, Róma                                     | - |
| 18  | Otto mesi in due ore ossia Gli esiliati in Siberia                | Nyolc hónap két órában, avagy a szibériai menekültek | Domenico Gilardoni               | 1827. május 13., Teatro Nuovo                                                | - |
| 19  | Il borgomastro di Saardam                                         | A saardami polgármester                              | Domenico Gilardoni               | 1827. augusztus 19., Teatro Nuovo                                            | - |
| 20  | Le convenienze teatrali                                           | Éljen a mama!                                        | Gaetano Donizetti                | 1827. november 21., Teatro Nuovo                                             | - |

#### Korai időszak (második szakasz)
Donizetti egyéni stílusának kialakulása.

| Sz. | Címe eredeti nyelven                | Címe magyarul                          | Szövegkönyvíró       | Ősbemutató                                                          | Megjegyzések                                                  |
| 21  | L’esule di Roma ossia Il proscritto | A római menekült, avagy A számkivetett | Domenico Gilardoni   | 1828. január 1., Teatro di San Carlo, Nápoly                        | -                                                             |
| 22  | Alina, regina di Golconda           | Alina, Golconda királynéja             | Felice Romani        | 1828. május 12., Teatro Carlo Felice, Genova                        | La Regina di Golconda (A golcondai királynő) címen is ismert. |
| 23  | Gianni di Calais                    | Calais-i János                         | Domenico Gilardoni   | 1828. augusztus 2., Teatro del Fondo, Nápoly                        | -                                                             |
| 24  | Il paria                            | A pária                                | Domenico Gilardoni   | 1829. január 12., Teatro di San Carlo, Nápoly                       | -                                                             |
| 25  | Il giovedi grasso                   | A farsang csütörtökje                  | Domenico Gilardoni   | 1829. február 26., Teatro del Fondo, Nápoly                         | Il nuovo Pourceaugnac (Az új Pourceaugnac) címen is ismert.   |
| 26  | Il castello di Kenilworth           | Erzsébet Kenilworth várában            | Andrea Leone Tottola | 1829. július 6., Teatro di San Carlo, Nápoly                        | Elisabetta al Castello di Kenilworth címen is ismert.         |
| 27  | I pazzi per progetto                | Megszállottak                          | Domenico Gilardoni   | 1830. február 6., Teatro di San Carlo, Nápoly                       | -                                                             |
| 28  | Il diluvio universale               | Az özönvíz                             | Domenico Gilardoni   | 1830. február 28., Teatro di San Carlo, Nápoly                      | -                                                             |
| 29  | Imelda de’ Lambertazzi              | Imelda de’ Lambertazzi                 | Andrea Leone Tottola | 1830. augusztus 25. vagy szeptember 5., Teatro di San Carlo, Nápoly | -                                                             |

#### Késői időszak (első szakasz)
| Sz. | Címe eredeti nyelven                | Címe magyarul              | Szövegkönyvíró                       | Ősbemutató                                        | Megjegyzések                                              |
| 30  | Anna Bolena                         | Boleyn Anna                | Felice Romani                        | 1830. december 26., Teatro Carcano, Milánó        | -                                                         |
| 31  | Gianni di Parigi                    | Párizsi János              | Felice Romani                        | 1839. szeptember 10., Teatro alla Scala, Milánó   | -                                                         |
| 32  | Francesca di Foix                   | Francesca di Foix          | Domenico Gilardoni                   | 1831. május 30., Teatro di San Carlo, Nápoly      | -                                                         |
| 33  | La romanziera e l’uomo nero         | Az írónő és a fekete férfi | Domenico Gilardoni                   | 1831. június 18., Teatro del Fondo, Nápoly        | -                                                         |
| 34  | Fausta                              | Fausta                     | Domenico Gilardoni/Gaetano Donizetti | 1832. január 12., Teatro di San Carlo, Nápoly     | -                                                         |
| 35  | Ugo, conte di Parigi                | Hugue, Párizs grófja       | Felice Romani                        | 1832. március 13., Teatro alla Scala, Milánó      | -                                                         |
| 36  | L’elisir d’amore                    | Szerelmi bájital           | Felice Romani                        | 1832. május 12., Teatro alla Scala, Milánó        | -                                                         |
| 37  | Sancia di Castiglia                 | Kasztíliai Sancia          | Pietro Salatino                      | 1832. november 4., Teatro di San Carlo, Nápoly    | -                                                         |
| 38  | Il furioso all’isola di San Domingo | A San Domingó-i őrült      | Jacopo Ferretti                      | 1833. január 2., Teatro alla Valle, Róma          | -                                                         |
| 39  | Parisina                            | Parisina                   | Felice Romani                        | 1833. március 17., Teatro della Pergola, Firenze  | -                                                         |
| 40  | Torquatto Tasso                     | Torquato Tasso             | Jacopo Ferretti                      | 1833. szeptember 9., Teatro alla Valle, Róma      | Sordello in Trovatore címen is ismert.                    |
| 41  | Lucrezia Borgia                     | Lucrezia Borgia            | Felice Romani                        | 1833. december 26., Teatro alla Scala, Milánó     | -                                                         |
| 42  | Rosmonda d’Inghilterra              | Angliai Rosamunda          | Felice Romani                        | 1834. február 27., Teatro della Pergola, Firenze  | Guyenne-i Eleonóra (Eleonora di Gujenna) címen átdolgozta |
| 43  | Maria Stuarda                       | Stuart Mária               | Giuseppe Bardari                     | 1834. október 8., Teatro di San Carlo, Nápoly     | -                                                         |
| 44  | Gemma di Vergy                      | Gemma di Vergy             | Giovanni Emmanuele Bidera            | 1834. október 26., Teatro alla Scala, Milánó      | -                                                         |
| 45  | Marin Faliero                       | Marino Faliero             | Giovanni Emmanuele Bidera            | 1835. március 12., Théâtre-Italien, Párizs        | -                                                         |
| 46  | Lucia di Lammermoor                 | Lammermoori Lucia          | Salvadore Cammarano                  | 1835. szeptember 26., Teatro di San Carlo, Nápoly | -                                                         |
| 47  | Belisario                           | Belizár                    | Salvadore Cammarano                  | 1836. február 4., Teatro La Fenice, Velence       | -                                                         |
| 48  | Il campanello di notte              | A csengő                   | Gaetano Donizetti                    | 1836. június 1., Teatro Nuovo, Nápoly             | -                                                         |
| 49  | Betly ossìa La capanna svizzera     | Betly                      | Gaetano Donizetti                    | 1836. augusztus 21., Teatro Nuovo, Nápoly         | -                                                         |
| 50  | L’assedio di Calais                 | Calais ostroma             | Salvadore Cammarano                  | 1836. november 19., Teatro di San Carlo, Nápoly   | -                                                         |

#### Késői időszak (második szakasz)
Más operaműfajokkal (pld. nagyopera) való próbálkozás időszaka.

| Sz. | Címe eredeti nyelven  | Címe magyarul                | Szövegkönyvíró                                                  | Ősbemutató                                      | Megjegyzések                                                               |
| 51  | Pia de’ Tolomei       | Pia de’ Tolomei              | Salvadore Cammarano                                             | 1837. február 18., Teatro Apollo, Róma          | -                                                                          |
| 52  | Roberto Devereux      | Devereux Róbert              | Salvadore Cammarano                                             | 1837. október 28., Teatro di San Carlo, Nápoly  | -                                                                          |
| 53  | Maria de Rudenz       | Maria de Rudenz              | Salvadore Cammarano                                             | 1838. január 30., Teatro La Fenice, Velence     | -                                                                          |
| 54  | Poliuto               | Polyutus                     | Salvadore Cammarano                                             | 1848. november 30., Teatro di San Carlo, Nápoly | A mártírok (Les martyrs) címmel a francia színpadok számára is átdolgozta. |
| 55  | Le Duc d’Albe         | Alba herceg                  | Augustin Eugène Scribe/Charles Duveyrier                        | 1882. március 22., Teatro Apollo, Róma          | Az operát halála után Matteo Salvi fejezte be.                             |
| 56  | La fille du régiment  | Az ezred lánya               | Jean-François Alfred Bayard/Jules-Henri Vernoy de Saint-Georges | 1840. február 11., Opéra comique, Párizs        | -                                                                          |
| 57  | La favorite           | A kegyencnő                  | Alphonse Royer/Gustave Vaëz                                     | 1840. december 2., Opéra, Párizs                | -                                                                          |
| 58  | Adelia                | Adelia, avagy az íjász lánya | Felice Romani                                                   | 1841. február 11., Teatro Apollo                | -                                                                          |
| 59  | Rita ou Le mari battu | Rita                         | Gustave Vaëz                                                    | 1860. május 7., Opéra comique, Párizs           | Az operát 1841-ben komponálta, posztumusz mutatták be.                     |
| 60  | Maria Padilla         | Maria Padilla                | Gaetano Rossi                                                   | 1841. december 26., Teatro alla Scala, Milánó   | -                                                                          |
| 61  | Linda di Chamounix    | Linda di Chamounix           | Gaetano Rossi                                                   | 1842. május 19., Kärtnertortheater, Bécs        | -                                                                          |
| 62  | Don Pasquale          | Don Pasquale                 | Giovanni Domenico Ruffini                                       | 1843. január 3., Théâtre-Italien, Párizs        | -                                                                          |
| 63  | Maria di Rohan        | Rohani Mária                 | Salvadore Cammarano                                             | 1843. június 5., Kärtnertortheater, Bécs        | -                                                                          |
| 64  | Dom Sébastien         | Dom Sébastien                | Eugene Scribe                                                   | 1843. november 13., Opéra, Párizs               | -                                                                          |
| 65  | Caterina Cornaro      | Caterina Cornaro             | Giacomo Sacchero                                                | 1844. december 1., Teatro di San Carlo, Nápoly  | -                                                                          |

### Befejezetlen operák
| Sz. | Címe eredeti nyelven          | Címe magyarul                  | Szövegkönyvíró                                                  | Komponálás éve    | Ősbemutató                       | Megjegyzések |
| 1   | Adelaide                      | Adelaida                       | ismeretlen                                                      | valószínűleg 1834 | -                                | Néhány dalrészlet maradt fenn. |
| 2   | La bella prigionera           | A szép rabnő                   | ismeretlen                                                      | 1826 körül        | -                                | Két duett maradt fenn. |
| 3   | Il castello degli invalidi    | Ártatlanok kastélya            | ismeretlen                                                      | 1835-1841 között  | ismeretlen                       | Tényleges bemutatására nincs adat, valószínűleg 1826-ban Palermóban. Elveszett.                                                          |
| 4   | Circe                         | Kirké                          | Felice Romani                                                   | 1841-1842         | -                                | Londoni felkérésre kellett volna megírnia. Csak utalások szintjén ismert levelezéseiből.                                                 |
| 5   | La fiancée de Tyrol           | A tiroli jegyesek              | -                                                               | -                 | -                                | A San Domingó-i örült átdolgozása lett volna Párizs számára. Terv maradt.                                                                |
| 6   | La fidanzata                  | A menyasszony                  | -                                                               | -                 | -                                | Mindössze egy ária maradt fenn. |
| 7   | Gli illinesi                  | Az illinois-ok                 | Felice Romani                                                   | 1835              | -                                | Megrekedt tervszinten. |
| 8   | Gli inamorati                 | A szerelmesek                  | -                                                               | -                 | -                                | Carlo Goldoni egyik művének megzenésítése lett volna.                                                                                    |
| 9   | L’ira d’Achille               | Akhilleusz haragja             | valószínűleg Felice Romani                                      |                   | 1998., Teatro Donizetti, Bergamo | 1817-ben írta, csak részletek maradtak fenn. Életében valószínűleg nem mutatták be. Posztumusz mutatták be.                              |
| 10  | Jeanne la folle               | Őrült Johanna                  | Augustin Eugène Scribe                                          | 1844              | -                                | Terv maradt. |
| 11  | Lara                          | Lara                           | -                                                               | -                 | -                                | Byron egyik művének feldolgozása lett volna, de levelezésiből tudni, hogy Donizetti végül nem fogadta el a gyengének vélt szövegkönyvet. |
| 12  | Mlle de la Vallière           | Vallière kisasszony            | -                                                               | -                 | -                                | Csak levelezéseiből ismert, hogy egy operát szándékozott írni ezen címmel.                                                               |
| 13  | Ne m’oubliez pas              | Ne felejts el                  | Jean-François Alfred Bayard/Jules-Henri Vernoy de Saint-Georges | 1843              | -                                | Mindössze hét részlet készült el. |
| 14  | Olimpiade                     | Olümpiász                      | Metastasio                                                      |                   |                                  | 1817-ben írta, befejezetlen |
| 15  | Onore vince amore             | A becsület legyőzi a szerelmet | Giovanni Ruffini                                                | -                 | -                                | Nem valósult meg, csak a kezdeti jegyzetekből ismert.                                                                                    |
| 16  | I piccioli virtuosi ambulanti | Utcai kis virtuózok            | Bartolomeo Merelli                                              |                   | 1819., Bergamo                   | Valószínűleg csak részben Donizetti műve.                                                                                                |
| 17  | L’ange de Nisida              | A nisidai angyal               | -                                                               | 1840              | -                                | Részletei készültek el, amelyeket bedolgozott A kegyencnőbe.                                                                             |
| 18  | Ruy Blas                      | Ruy Blas                       | -                                                               | 1842              | -                                | Victor Hugo drámájának megzenésítése, ami más elfoglaltságai miatt nem valósult meg.                                                     |
| 19  | Sganarello                    | Sganarelle                     | -                                                               | 1845              | -                                | Molière egyik művének megzenésítése lett volna.                                                                                          |

## Egyéb művei
| Kórusművek - Ave Maria - Grande Offertorio - Il sospiro - Messa da Requiem - Messa di Gloria e Credo - Miserere (50 zsoltár) Zenekari művek - Allegro vonósokra, C-dúr - L'ajo nell'imbarazzo – szimfónia - Esz-dúr larghetto, téma és variációk - Roberto Devereux – szimfónia - D-dúr szimfónia concertante, 1818. - g-moll fúvósszimfónia, 1817. - A-dúr szimfónia - C-dúr szimfónia - D-dúr szimfónia - d-moll szimfónia - Ugo, conte di Parigi – szimfónia Kamarazenei művek - f-moll andante sostenuto oboára és hárfára - D-dúr bevezetés vonósokra in D major - g-moll larghetto és allegro hegedűre és hárfára - g-moll largo/moderato csellóra és zongorára - Négy nocturne fúvósokra és vonósokra - D-dúr vonósnégyes, No.1 - C-dúr gitárnégyes, No.2 - c-moll vonósnégyes, No.3 - D-dúr vonósnégyes, No.4 - e-moll vonósnégyes, No.5 - g-moll vonósnégyes, No.6 - f-moll vonósnégyes, No.7 - B-dúr vonósnégyes, No.8 - d-moll vonósnégyes, No.9 - g-moll vonósnégyes, No.10 - C-dúr vonósnégyes, No.11 - C-dúr vonósnégyes, No.12 - A-dúr vonósnégyes, No.13 - D-dúr vonósnégyes, No.14 - F-dúr vonósnégyes, No.15 - b-moll vonósnégyes, No.16 - D-dúr vonósnégyes, No.17 - e-moll vonósnégyes, No.18 - Solo de concert - Szonáta fuvolára és hárfára - c-moll szonáta fuvolára és zongorára - F-dúr szonáta oboára és zongorára - B-dúr klarinéttanulmány - F-dúr trió fuvolára, fagottra és zongorára | Zongoraművek - G-dúr adagio és allegro - C-dúr allegro - f-moll allegro - g-moll fúga, - A-dúr keringő, „Nagy” - a-moll larghetto, „Una furtiva lagrima” - C-dúr larghetto - E-dúr pastorale - f-moll presto - A-dúr sinfonia zongorára - C-dúr sinfonia zongorára, No.1 - C-dúr sinfonia zongorára, No.2 - D-dúr sinfonia zongorára, No.1 - D-dúr sinfonia zongorára, No.2 - C-dúr szonáta - F-dúr szonáta - G-dúr szonáta - E-dúr variációk - G-dúr variációk - A-dúr keringő - C-dúr keringő - C-dúr keringő, „The Invitation” Hangversenyművek - B-dúr concertino klarinétra - G-dúr concertino angolkürtre, 1816. - c-moll concertino fuvolára és kamarazenekarra, 1819. - C-dúr concertino fuvolára és zenekarra - D-dúr concertino fuvolára és zenekarra - F-moll concertino oboára - d-moll concertino hegedűre és csellóra - Versenymű két klarinétra, „Maria Padilla” - d-moll versenymű hegedűre és csellóra |  |

## Lejátszható felvételek
- Nem tudod lejátszani a fájlt? Olvasd el a Wikipédia:Médiafájlok lapot.

- Nem tudod lejátszani a fájlt? Olvasd el a Wikipédia:Médiafájlok lapot.

- Nem tudod lejátszani a fájlt? Olvasd el a Wikipédia:Médiafájlok lapot.

## Forrásjegyzék
- Ashbrook, William. Donizetti and His Operas. Cambridge University Press (1982). ISBN 0-521-27663-2
- Batta, András. Opera, 2006, Budapest: Vince Kiadó
- Boyden, Matthew. Az opera kézikönyve, 2009, Budapest: Park Könyvkiadó. ISBN 978-963-530-854-5
- Winkler, Gábor. Barangolás az operák világában, 2005, Budapest: Tudomány Kiadó. ISBN 963 8194 41 3